# منير دوب
 منير دوب  (1974 الجزائر) هو لاعب كرة قدم جزائري.